# 广州富铤实业
广州富铤实业有限公司，前身為安權控股有限公司，以及安權控股（英語：Guangzhou Fortei Enterprise Company Limited，港交所除牌時0079.HK），在1951年由意大利安德鲁（ANDEREW DIERRE）創立一家製衣公司，之後當時由鄺潤根管理。
業務主要經營休閒衣服、各種鞋類產品，而曾代言人為温兆伦，以及楊寶玲，而股份在1993年7月8日於香港交易所主板上市。由於行業競爭加劇，已出售給司徒玉蓮，在2000年12月28日，由世紀建業（集團）有限公司取代上市。

## 連結
- Fortei-cn.com